# Tellervo medusia
Tellervo medusia är en fjärilsart som beskrevs av Jacob Hübner. Tellervo medusia ingår i släktet Tellervo och familjen praktfjärilar. Inga underarter finns listade i Catalogue of Life.